# Lewis B. Sturges
Lewis Burr Sturges (* 15. März 1763 in Fairfield, Colony of Connecticut; † 30. März 1844 in Norwalk, Ohio) war ein US-amerikanischer Politiker. Zwischen 1805 und 1817 vertrat er den Bundesstaat Connecticut im US-Repräsentantenhaus.

## Werdegang
Lewis Sturges war ein Sohn von Jonathan Sturges (1740–1819), der den Staat Connecticut im Kontinentalkongress und später im US-Repräsentantenhaus vertreten hatte. Der jüngere Sturges besuchte bis 1782 das Yale College und war danach in New Haven im Handel tätig. Im Jahr 1786 kehrte er nach Fairfield zurück. Zwischen 1787 und 1791 war er am dortigen Nachlassgericht angestellt. Politisch wurde er Ende der 1790er Jahre Mitglied der Föderalistischen Partei. Zwischen 1794 und 1803 war er Abgeordneter im Repräsentantenhaus von Connecticut.
Nach dem Rücktritt des Kongressabgeordneten Roger Griswold wurde Sturges in einer staatsweiten Nachwahl als dessen Nachfolger in das US-Repräsentantenhaus in Washington, D.C. gewählt. Nachdem er bei den folgenden fünf regulären Wahlen in diesem Mandat bestätigt wurde, konnte Sturges zwischen dem 16. September 1805 und dem 3. März 1817 im Kongress verbleiben. In diese Zeit fiel der Britisch-Amerikanische Krieg von 1812.
Nach seiner Zeit im US-Repräsentantenhaus zog er nach Norwalk in Ohio, wo er im Jahr 1844 starb.